# Амбасада НР Кине у Републици Србији
Амбасада Народне Репбулике Кине у Републици Србији (енгл. Embassy of the People's Republic of China in Serbia), краће Амбасада Кине у Србији, је дипломатско представништво Народне Републике Кине у Београду у Републици Србији.

## Историја
Историја кинеске амбасаде у Србији може се пратити све до успостављања дипломатских односа између Народне Републике Кине и Социјалистичке Федеративне Републике Југославије 1955. године, када су основане амбасаде Београду и Пекингу, одн. када је почела размена амбасадора, а првог кинеског амбасадора у Југославији именовао је тадаши заменик министра спољних послова Ву Сјућуен. Џоу Ћује, саветник за државне послове при Амбасади је 13. априла 1955. дошао у Југославију и био задужен за припрему послова везаних за њено оснивање. Ву Сјућуен је потом 24. маја допутовао у Југославију, а 26. маја је председнику Јосипу Брозу Титу уручио акредитивно писмо.
На месту тадашње амбасаде првобитно је била троспратна резиденција високог југословенског званичника, саграђена у западњачком стилу са по три мермерна стуба. У њој је некад живео Владимир Поповић, први југословнски амбасадор у Кини.
По локланом времену, 7. маја 1999. године у 23:45 часова, а по пекиншком времену 8. маја рано у зору, бомбардер Б-2 који је полетео из САД лансирао је пет бомби типа JDAM директно погодивши Амбасаду Народне Републике Кине у улици Трешњиног цвета 3.  На лицу места погинуло је троје кинеских држављана, Шао Јунхуан из новинске агеније Синхуа и Су Сингху и Џу Ји, из дневног листа Гуангминг. Више од двадесет запослених било је повређено, а зграда амбасаде потпуно уништена. Након ове несреће, Амбасада је до даљњег користила изнајмљење просторије на више различитих локација.
Кинеска влада је 2004. године потписала споразум са владом Србије и Црне Горе  о питању просторија амбасаде, на основу кога је кинеска страна место старе бомбардоване амбасаде као и сва права која је полагала за њено коришћење предала Србији и Црној Гори, која јој за узврат без накнаде обезбедила грађевинско земљиште за изградњу нове зграде. Поводом деветогодишњице бомбардовања, 7. маја 2008. године нова амбасада организовала је церемонију постављања камена темељца, а 15. јула 2010. године  одржала је свечаност завршетка радова нове зграде. Том приликом је у Србији био Ву Банггуо, тадашњи председник Сталног комитета Националног народног конгреса Кине, који је присуствовао догађају те пресекао врпцу на свечаности . Крајем 2010. године, Градска управа Града Београда срушила је остатке бомбардоване амбасаде, а на том месту поставила спомен плочу. Године 2017. године отпочела је изградња Кинеског културног центра.

## Адресе одељења Амбасаде
| Одељење                        | Адреса (српски)                   | Адреса (кинески)                     |
| ------------------------------ | --------------------------------- | ------------------------------------ |
| Амбасада                       | Ужичка 25, 11000 Београд          | 贝尔格莱德市乌日策大街25号           |
| Војно одељење                  | Ужичка 25, 11000 Београд          | 贝尔格莱德市乌日策大街25号           |
| Економско и трговниско одељење | Јована Данића 1, 11000 Београд    | 贝尔格莱德市约万纳·达尼恰大街1号     |
| Одељење за културу             | Ужичка 25, 11000 Београд          | 贝尔格莱德市乌日策大街25号           |
| Просветно одељење              | Арадска 4, 11000 Београд          | 贝尔格莱德市阿拉德斯卡大街4号        |
| Конзуларно одељење             | Аугуста Цесарца 2V, 11000 Београд | 贝尔格莱德市奥古斯塔采萨尔察大街2号V |